# Monito
Otok Monito (eng. Little Mona, špa. Islote Monito) je nenaseljeni otok oko 5 km sjeverozapadno od mnogo većeg otoka Mona. Monito je muški deminutivni oblik od Mona na španjolskom, što se također prevodi kao mali majmun na španjolskom. To je jedan od tri otoka u prolazu Mona i dio barria "Isla de Mona e Islote Monito", dijela općine Mayagüez.
Nalazi se 75 km od portorikanskog kopna i 58 km od otoka Hispaniola (obala Dominikanske Republike).
Otok je nenaseljen. Velika nadmorska visina obale otoka čini ga nedostupnim s mora. Monito ima površinu od 0,16 km2, njegova najviša točka je 65 m. Ima jako malo raslinja.

## Živi svijet
Endemski macaklin na otoku jeSphaerodactylus micropithecus. Nalazi se samo na otoku Monito.

## Galerija
Živi svijet
- Trakasti koraljni račić
- Zelena murina

Ronjenje
- Ronilac u špilji
- Ronilac i anemona
- Ronilac i staro sidro

## Vanjske poveznice
|  | Zajednički poslužitelj ima još gradiva o temi Monito |

- Media related to Monito Island at Wikimedia Commons
- Monito Island summary from the University of Puerto Rico-Mayagüez Department of Biology Herbarium